# D.L. Menard
Doris Leon Menard (Erath, 14 april 1932 - Scott (Louisiana), 27 juli 2017) was een cajunmuzikant. D.L. Menard speelde gitaar en zong en is bekend van zijn compositie The back door / La porte d'en arrière. Van deze single werden meer dan een half miljoen exemplaren verkocht.
Menard werd geboren in een landbouwersgezin. Hij groeide op met countrymuziek en leerde zichzelf gitaar spelen. Pas vanaf zijn 16e kreeg hij interesse in cajunmuziek. In 1952 begon hij te spelen bij de band Badeaux and his Louisiana Aces. Hij speelde daar gitaar en zong zowel in het Engels als het Frans. Zijn eerste eigen compositie, La valse de Jolly Roger, werd opgenomen bij platenmaatschappij Swallow. In 1962 werd zijn bekendste song, The back door (over een man die na een nacht stappen door de achterdeur het huis moet binnenglippen), opgenomen. The Louisiana Aces stopten ermee in 1967 en Menard ging verder als soloartiest. In 1976 maakte hij het album Under the green Oak Tree samen met cajunmuzikanten Dewey Balfa en Marc Savoy als Le trio cadien.
Naast zijn muzikale carrière, die hem naar optredens in de Verenigde Staten, Canada, Zuid-Amerika, Azië en Europa voerde, had Menard een meubelmakerij.
Menard werd opgenomen in de Hall of Fame van de Cajun French Music Association en de Louisiana Music Hall of Fame. In 2011 werd zijn album Happy go lucky genomineerd voor een Grammy Award. Door zijn combinatie van cajunmuziek en honky-tonk werd Menard de Cajun Hank Williams genoemd.